# Ratusz w Quedlinburgu

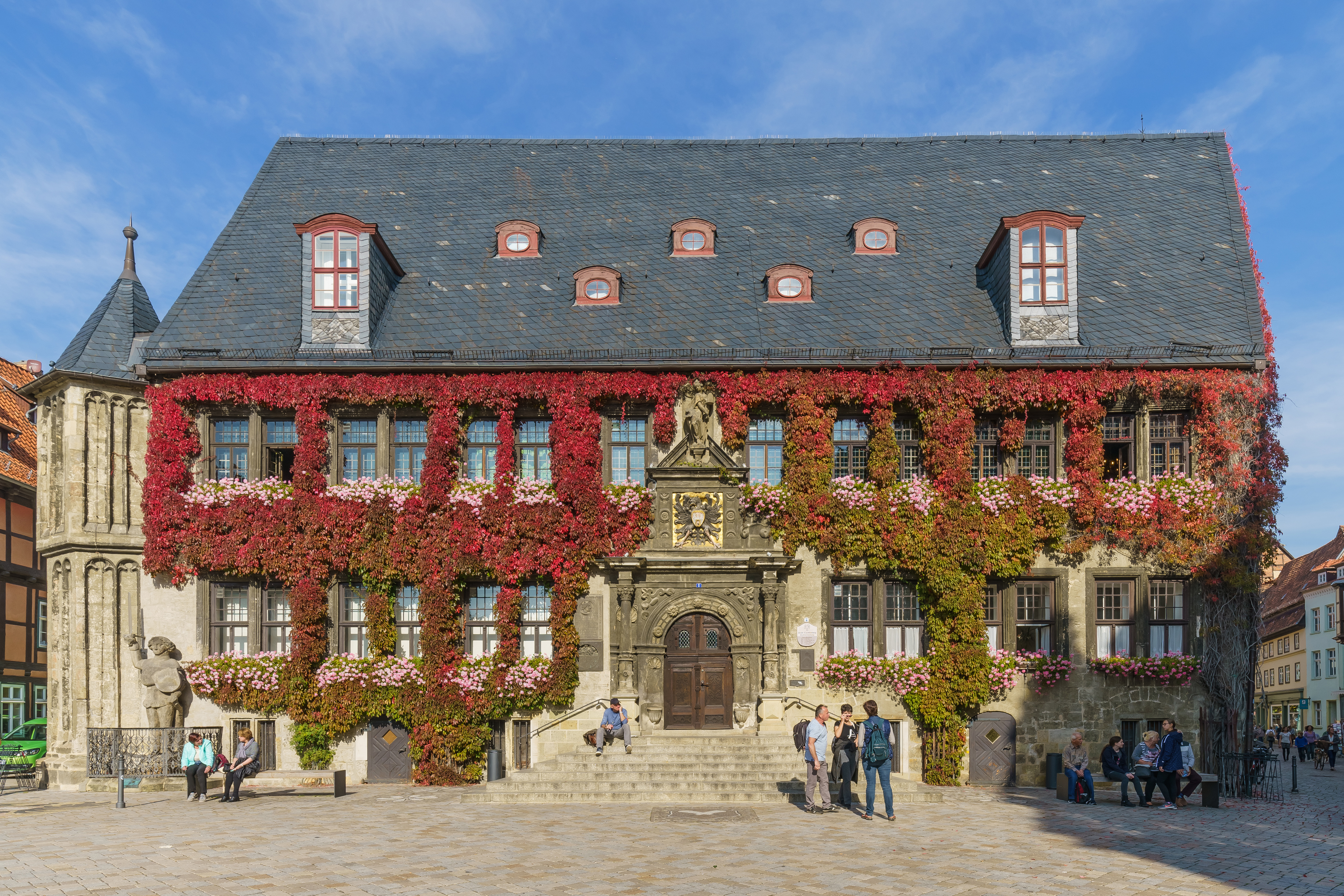
Widok na ratusz od strony Rynku

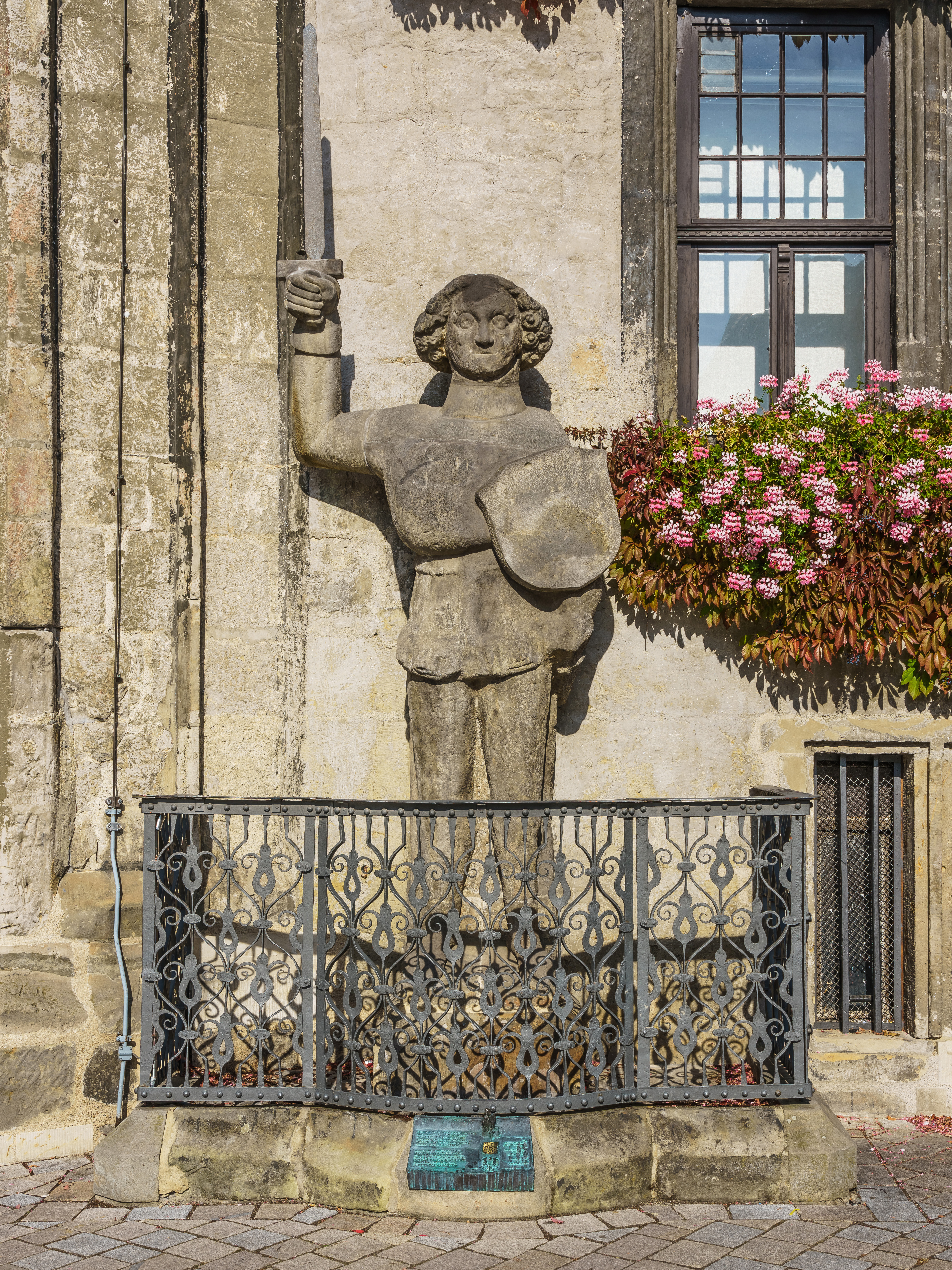
Późnogotycka figura Rolanda

Ratusz Starego Miasta w Quedlinburgu jest przykładem architektury municypalnej w środkowej Saksonii. Budynek ten łączy style: gotycki, późnorenesansowy, i neobarokowy. Jest jedną z ważniejszych zabytkowych budowli świeckich Quedlinburga.
Pierwszy ratusz powstał w tym miejscu w 1310. W XV wieku został przebudowany. W latach 1616–1619 wejście główne zostało przyozdobione monumentalnym portalem poprzedzone schodami przez co gmach otrzymał reprezentacyjne charakter. W 1901 budynek został powiększony o wschodnie neobarokowe skrzydło w celu wybudowania nowej sali ceremonialnej.
Znajduje się przy północnej pierzei rynku Starego Miasta. Najstarszą część tworzy dwukondygnacyjny budynek nakryty wysokim dachem dwuspadowym wzbogaconym lukarnami. Zbudowana z całości z kamienia zwarta bryła gmachu posiada w południowo-wschodnim narożniku niewysoką dwukondygnacyjną na planie sześcioboku wieżę. Ozdobiona jest ślepym maswerkiem, charakterystycznym dla gotyckich elewacji. Portal stanowi brama flankowana monumentalnymi kolumnami dźwigającymi szczyt z dekoracją rzeźbiarską. Tworzy ją kartusz z herbem miasta, figura Tyche – bogini dobrobytu, oraz dekoracja ornamentalna charakteryzująca zmierzch renesansu i początek baroku.
Przed ratuszem obok wieży narożnej stoi monumentalna figura Rolanda – główny bohater Pieśni o Rolandzie – historycznego hrabiego marchii bretońskiej o którym wzmiankował w Vita Karoli Magni Einhard. To późnogotyckie dzieło jest datowane na rok 1427.